# Sizif
Sizif je bil grški mitološki kralj in ustanovitelj mesta Korint.

## Življenje pred smrtjo
Sizif je dal na skali nad novo ustanovljenim mestom Korint zgraditi veličasten grad, ki pa ni imel pitne vode. Zato je Sizif poskušal priti do izvira sveže vode preko bogov. Izkoristil je spor med kraljem bogov, Zevsom in rečnim kraljem Azopom. Azopu je izdal, kje se skriva Zevs, in v zameno za informacijo mu je Azop daroval izvir pitne vode na gradu. Zevsa je Sizifovo dejanje razjezilo, zato je ponj poslal Tanatosa, smrt. Sizif je smrt zvijačno ujel in jo zaprl v temnico. Od takrat naprej ni umrl več noben človek na svetu. Zevs je še enkrat pobesnel in poslal boga Aresa, da je osvobodil smrt, ki je Sizifa odpeljala v Hades. Sizif, ki je pričakoval tak rezultat, je že pred tem naročil ženi, naj ne žaluje za njim in mu ne položi v grob darov, ki jih je bilo po tedanjih šegah treba priložiti mrtvemu. Žena ga je ubogala in je celo slavila njegovo smrt. Sizif je v Hadesu tarnal nad njenim početjem in si izboril, da mu je Tanatos dovolil izhod iz Hadesa, da bi ženo opomnil na njene dolžnosti. Sizif je tako pobegnil iz sveta mrtvih in priredil veliko zabavo na račun bogov. To je Zevsa tako razjezilo, da je namenil Sizifu naložiti grozno kazen in ga poslati v Tartar. Ponovno je ponj poslal Tanatosa, ki se je z njim vrnil v Hades.

## Življenje po smrti in kazen
Za kazen za njegove grehe proti bogovom je bil Sizif vržen v Tartar med največje grešnike. Tam je moral za kazen valiti ogromno skalo na vrh hriba. Vsakič, ko je pririnil skalo skoraj na vrh, pa mu je ušla in se skotalila na vznožje. Tako kazen bo po grški mitologiji opravljal celo večnost.
Še danes obstaja za kakšno delo brez smisla izraz Sizifovo delo.